# Пъстър медосмукач
Пъстър медосмукач (Certhionyx variegatus), наричан също черногръб медосмукач, е вид птица от семейство Meliphagidae.

## Разпространение
Видът е разпространен в Австралия.